# Międzyleś (gmina w województwie lubelskim)
Międzyleś (alt. Międzylas; od 1927 Tuczna) – dawna gmina wiejska istniejąca do 1927 roku na Lubelszczyźnie. Siedzibą gminy był Międzyleś.
Gmina Międzyleś powstała w 1809 roku w Księstwie Warszawskim. Po podziale Królestwa Polskiego na powiaty i gminy z początkiem 1867 roku gmina Międzyleś weszła w skład w powiatu bialskiego w guberni siedleckiej (w latach 1912-1915 jako część guberni chełmskiej). W 1919 gmina weszła w skład woj. lubelskiego.
Jednostka została zniesiona 17 października 1927 roku po jej przemianowaniu na gminę Tuczna i przeniesieniu siedziby z Międzylesia do Tucznej.